# Carapinheira
Carapinheira es una freguesia portuguesa del concelho de Montemor-o-Velho, con 12,30 km² de superficie y 3.093 habitantes (2001). Su densidad de población es de 251,5 hab/km².